# Крест «За выдающиеся заслуги» (Великобритания)
Крест «За выдающиеся заслуги» (англ. The Distinguished Service Cross) — военная награда Великобритании, присуждаемая офицерам, а с 1993 года и другим рангам британских вооружённых сил, Королевского флота и британского торгового флота, а ранее также офицерам других стран Содружества.
Крест «присуждается в знак признания акта или актов образцовой доблести во время активных операций против противника на море».
В августе 1916 года были введены планки к кресту «За выдающиеся заслуги», надеваемые на ленту. Они присуждались кавалерам креста за дальнейшее проявление актов образцовой доблести. С 1979 года появилась возможность награждать посмертно.

## История
Первоначально эта награда была учреждена в 1901 году как Крест «выдающейся службы» для награждения прапорщиков и унтер-офицеров, включая мичманов, не имеющих права на получение ордена «За выдающиеся заслуги». В октябре 1914 года он был переименован в Крест «За выдающиеся заслуги», также появилась возможность награждать им всех морских офицеров ниже ранга лейтенант-коммандера. С марта 1915 года по 1991 год этим крестом могли награждаться иностранные офицеры эквивалентного ранга в союзных флотах.
Во время Первой мировой войны большое количество офицеров торгового и рыболовецкого флотов были награждены этим крестом, и их право на ношение было юридически подтверждено приказом от 1931 года.
Вторая мировая война повлекла за собой ряд изменений. В декабре 1939 года право на получение креста было распространено на морских офицеров в званиях коммандера и лейтенанта-коммандера. С апреля 1940 года кавалерами Креста «За выдающиеся заслуги» могли стать эквивалентные чины Королевских ВВС, служащие на флоте, а с ноября 1942 года и армейские офицеры, которые служили на борту торговых судов.
После пересмотра системы наград в 1993 году в рамках стремления устранить различия в званиях в наградах за храбрость медаль «За выдающиеся заслуги», ранее являвшаяся наградой третьего уровня, была упразднена. DSC теперь служит наградой третьего уровня за доблесть на море для всех рангов.
Крест «За выдающиеся заслуги» также присуждался странами Содружества, но к 1990-м годам большинство из них, включая Канаду, Австралию и Новую Зеландию, создали свои собственные системы наград и прекратили награждения британскими наградами.

## Описание
Крест «За выдающиеся заслуги» представляет собой серебряный крест с закруглёнными концами шириной и длинной 43 миллиметра, аверс имеет круглый центр, содержащий Королевский вензель правящего в момент награждения монарха, увенчанный короной.
Реверс, кроме клейма, и лента прикреплена через серебряное кольцо с клеймом холла. С 1940 года выпуска был выгравирован на нижней конечности креста, а с 1984 года на реверсе было выбито имя кавалера этого креста.
Орденская лента представляет собой три равные полосы: по краям тёмно-синего, а в центре белого цвета.
Планки представляют собой серебряный прямогольник с выпуклыми концами и короной в центре.

## Количество награждённых
С 1901 года по меньшей мере 6658 человек было награждено крестами, а 603 человека кроме крестов получили и планки к ним. Приведённые ниже даты отражают соответствующие упоминания в The London Gazette:
| Период                     | годы      | Кресты | с одной планкой | с двумя планками | с тремя планками |
| -------------------------- | --------- | ------ | --------------- | ---------------- | ---------------- |
| До Первой Мировой войны    | 1901—1913 | 8      | -               | -                | -                |
| Первая Мировая война       | 1914—1919 | 1983   | 91              | 10               | -                |
| Межвоенный период          | 1920—1938 | 7      | -               | -                | -                |
| Вторая Мировая война       | 1939—1945 | 4524   | 434             | 44               | 1                |
| После Второй Мировой войны | 1946—2016 | 136    | 18              | 5                | -                |
| Всего                      | 1901—2016 | 6658   | 543             | 59               | 1                |

Ряд наград был вручён членам союзных иностранных войск, в том числе 151 крест за Первую Мировую войну и 228 крестов за Вторую Мировую войну с 12 первыми и 2 вторыми планками. Восемь крестов были вручены в 1955 году членам ВМС США за службу в Корее.
Приведённая выше таблица включает награды доминионам:
В общей сложности 199 крестами награждены канадские военнослужащие, с 34 первыми планками и пятью вторыми планками. В 1993 году она была заменена медалью «За воинскую доблесть».
182 DSC были присуждены австралийцам, с 13 награждениями первыми планками и 3 награждениями вторыми планками. Последний раз DSC вручался австралийцу в 1972 году, а в 1991 году он был заменён медалью «За доблесть».

### Кавалер Креста «За выдающиеся заслуги» и трёх планок к нему
Только один человек был награждён Крестом «За выдающиеся заслуги» и получил к нему три планки. Норман Эйр Морли служил в Королевском военно-морском резерве во время Первой и Второй Мировых войн, а в 1919 году впервые получил Крест «За выдающиеся заслуги». В 1944 году он получил первую планку к Кресту «За выдающиеся заслуги». В 1945 году он был удостоен второй и третей планки. Он был занесён в Книгу рекордов Гиннесса как самый титулованный офицер запаса Военно-морского флота.

### Кавалеры Креста «За выдающиеся заслуги» и двух планок к нему
Сэр Роберт Аткинсон служил в Королевском флоте во время Второй мировой войны.
Патрик Бейли служил в Королевском флоте и дослужился до звания вице-адмирала.
Джордж Онслоу Грэм, служил в Королевском военно-морском флоте и Королевском новозеландском Военно-Морском Флоте.
Роберт Певерелл Хиченс служил в Королевском флоте во время Второй Мировой войны и позже представлялся к награждению крестом Виктории.
Джеффри Джон Киркби, служил в Королевском военно-морском флоте во время Второй Мировой войны, награждён Крестом «За выдающиеся заслуги» в 1940, в 1942 и 1944 годах получил две планки к кресту.
Томас Ле Мезурье, служивший в Королевских ВВС во время Первой Мировой войны, одержал семь воздушных побед. Удостоен Креста «За выдающиеся заслуги» и планки к нему в 1917 году, а в 1918 году получил вторую планку.
Джордж Джеймс Макдональд, служил в Королевском новозеландском флоте.
Ричард Минифи, служивший в морской авиации КВМФ Великобритании во время Первой Мировой войны. Удостоен Креста «За выдающиеся заслуги» и планки к нему в 1917 году, а в 1918 году получил вторую планку.
Стэнли Орр, служил в Королевском военно-морском флоте во время Второй Мировой войны, был награждён Крестом «За выдающиеся заслуги» в 1940 и двумя планками к нему в 1941 и 1944 годах.
Питер Пайпер, служивший в Королевском военно-морском резерве во время Второй Мировой войны, был награждён Крестом «За выдающиеся заслуги» в 1939 году, а в 1941 году был награждён двумя планками к нему.
Джек Скетчард, служил в Королевском флоте во время Второй Мировой Войны и Холодной войны.
Скуле Сторхайль, служил в Королевском норвежском флоте и присоединился к Королевскому флоту во время Второй Мировой войны.
Боб Уинни, служивший в Королевском военно-морском флоте во время Второй Мировой войны, был награждён Крестом «За выдающиеся заслуги» и двумя планками к нему в 1944 году.

### Коллективная Награда
В 1919 году город Дюнкерк был награждён Крестом «За выдающиеся заслуги» с формулировкой «За доблестное действия своих граждан во время Первой Мировой войны», и крест появился на гербе города.